# لادیسلاو شالون
لادیسلاو شالون (انگلیسی: Ladislav Šaloun (اوت ۱۸۷۰ تا ۱۸ اکتبر ۱۹۴۶) مجسمه‌سازان و پیکرتراشان مهم اهل جمهوری چک در سبک هنر نو بود.

## آثار
آثار لادیسلاو شالون در ابنیه زیر دیده می‌شود:
- موزه شهر پراگ، با دو معمار دیگر، ۱۸۹۵–۱۸۹۸
- ساختمان هلاهول در پراگ، به همراه جوزف فانتا، ۱۹۰۳–۱۹۰۶
- هتل اروپا در میدان واتسلاو پراگ، به همراه معمار آلویس دریاک برای بازطراحی ۱۹۰۵
- ساختمان جدید شهرداری پراگ، به همراه ازوالد پولیفکا، ۱۹۰۸–۱۹۱۱
- ساختمان شهرداری، پراگ به همراه پولیفکا، حدود ۱۹۱۲
- تندیس‌های تمثیلی در سبک هنر نو در کنار درب ورودی نگارخانه هنر معاصر در هرادتس کرالووه، نمایان‌گر «بازرگانی و برداشت محصول»، به همراه پولیفکا
- منازل و ساختمان‌های بسیار دیگر ازجمله ویلای شالون